# Ophiozonella bispinosa
Ophiozonella bispinosa är en ormstjärneart som först beskrevs av Jean Baptiste François René Koehler 1897.  Ophiozonella bispinosa ingår i släktet Ophiozonella och familjen Ophiolepididae. Inga underarter finns listade i Catalogue of Life.